# آندژی ایوان
آندژی ایوان (لهستانی: Andrzej Iwan) (زادهٔ ۱۰ نوامبر ۱۹۵۹ – درگذشتهٔ ۲۷ دسامبر ۲۰۲۲) بازیکن فوتبال اهل لهستان بود.
از باشگاه‌هایی که در آنها بازی کرده بود می‌توان به باشگاه فوتبال آریس سالونیک، باشگاه فوتبال گورنیک زابژه، باشگاه فوتبال ویسوا کراکوف، و باشگاه فوتبال بوخوم اشاره کرد.
وی همچنین در تیم ملی فوتبال لهستان حضور داشته است.